# Kacem Kefi
Pour les articles homonymes, voir Kefi.
Kacem Kefi (arabe : قاسم كافي), né le 5 août 1945 à Sfax et mort le 15 novembre 2018 à Tunis, est un chanteur et compositeur tunisien.

## Biographie
Autodidacte de formation, Kacem Kefi s'affirme dès le début des années 1970 en tant que vedette de la chanson populaire. Il commence son parcours à Radio Sfax avec plusieurs autres chanteurs tunisiens dont Ahmed Hamza. Il rejoint par la suite la chorale de la troupe nationale à la Maison de la radio tunisienne sous la houlette du maestro Abdelhamid Ben Aljia. Kacem Kefi ne se contente pas uniquement du chant mais il assure la composition d’un grand nombre de titres.
Connu par son travail de préservation du patrimoine musical tunisien populaire, il est également réputé pour un grand nombre de chansons dont Yamma, Hal Kamoun mnayn ya nana ou Ala bent el khala. Il a dans son actif plus de 580 chansons.
Il est décoré des insignes d'officier de l'Ordre tunisien du mérite culturel.

### Vie privée
Kacem Kefi s'est marié à quatre reprises.
En 2012, il perd son fils, âgé de 26 ans et ce drame familial l'a profondément marqué au point que ses apparitions artistiques deviennent rares,.
Il décède le 15 novembre 2018 à l'âge de 73 ans et est inhumé au cimetière du Djellaz après la prière de Dhor.